# Listă de pictori impresioniști
Această pagină este o listă de pictori impresioniști, aranjați alfabetic după naționalitate și țară.
Unii dintre acești pictori impresioniști au făcut parte și dintre artiștii vizuali postimpresioniști. 

### Australia
- Charles Conder (1868–1909)
- Emanuel Phillips Fox (1865–1915)
- Florence Fuller (1867–1946)
- Frederick McCubbin (1855–1917)
- Tom Roberts (1856–1931)
- Clara Southern (1860–1940)
- Jane Sutherland (1853–1928)
- Arthur Ernest Streeton (1867–1943)
- Walter Withers (1854–1914)

### Austria
- Tina Blau-Lang (1845–1916)
- Marie Egner (1850–1940)
- Adolf Helmberger (1885–1967)
- Theodor von Hörmann (1840–1895)
- Eugen Jettel (1845–1901)
- August von Pettenkofen (1822–1889)
- Rudolf Ribarz (1848–1904)
- Anton Romako (1832–1889)
- Emil Jakob Schindler (1842–1892)
- Carl Schuch (1846–1903)
- Olga Wisinger-Florian (1844–1926)

### Belgia
- Hippolyte Boulenger (1837–1874)
- Évariste Carpentier (1845–1922)
- Emile Claus (1849–1924)
- James Ensor (1860–1949)
- Félicien Rops (1833–1898)
- Alfred Stevens (1823–1906)
- Guillaume Vogels (1836–1896)
- Juliette Wytsman (1866–1925)
- Rodolphe Wytsman (1860–1927)

### Canada
- Maurice Galbraith Cullen (1866–1934)
- Elizabeth Adela Forbes (1859–1912)
- Laura Muntz Lyall (1860–1930)
- Helen McNicoll (1879–1915)

### Cehia
- Antonín Chittussi (1847–1891)
- Ludvík Kuba (1863–1956)
- Antonín Hudeček (1872–1941)
- František Kaván (1866–1941)
- František Kupka (1871–1957)
- Rudolf Kremlička (1886–1932)
- Otakar Lebeda (1877–1901)
- Václav Radimský (1867–1946)
- Antonín Slavíček (1870–1910)

### Croația
- Vlaho Bukovac (1855–1922)
- Nikola Mašić (1852–1902)

### Danemarca
- Viggo Johansen (1851–1935)
- Peder Severin Krøyer (1851–1909)
- Karl Aksel Jørgensen (1883–1957)
- Carl Ludvig Thilson Locher (1851–1915)
- Theodor Philipsen (1840–1920)
- Lauritz Andersen Ring (1854–1933)
- Christiano Möhri (1867–1945)
- Marie Krøyer (1867–1940)

### Elveția
- François Bocion (1828–1890)
- Frank Buchser (1828–1890)
- Barthélemy Menn (1815–1893)
- Alexandre Perrier (1862–1936)

### Finlanda
- Fanny Churberg (1845–1892)
- Albert Edelfelt (1854–1905)
- Akseli Gallen-Kallela (1865–1931)
- Ellen Thesleff (1869–1954)
- Victor Westerholm (1860–1919)

### Franța
- Frédéric Bazille (1841–1870)
- Eugène Boudin (1824–1898)
- Marie Bracquemond (1840–1916)
- Louis Édouard Joseph Braquaval (1854–1919)
- Gustave Caillebotte (1848–1894)
- Paul Cézanne (1839–1906)
- Edgar Degas (1834–1917)
- Paul Gauguin (1848–1903)
- Eva Gonzalès (1847–1883)
- Armand Guillaumin (1841–1927)
- Jacques Lalande (1921–2003)
- Édouard Manet (1832–1883)
- Maxime Maufra (1861–1918)
- Claude Monet (1840–1926)
- Berthe Morisot (1841–1895)
- Camille Pissarro (1830–1903)
- Pierre-Auguste Renoir (1841–1919)
- Alfred Sisley (1839–1899)

### Germania
- Richard Albitz (1876–1954)
- Otto Antoine (1865–1951)
- Carl Arp (1867–1913)
- Hermann Bahner (1867–1938)
- Paul Baum (1859–1932)
- August von Brandis (1859–1947)
- Ferdinand Brütt  (1849–1936)
- Karl Buchholz (1849–1889)
- Wilhelm Claudius (1854–1942)
- Lovis Corinth (1858–1925)
- Robert Engels (1866–1926)
- Louis Eysen (1843–1899)
- Albert Feser (1901–1993)
- Philipp Franck (1860–1944)
- Otto Geigenberger (1881–1946)
- Georg Greve-Lindau (1876–1963)
- Adolf Glatte (1866–1920)
- Ludwig von Gleichen-Rußwurm (1836–1901)
- Karl Hagemeister (1848–1933)
- Theodor Hagen (1842–1919)
- Leopold von Kalckreuth (1855–1928)
- Paul Klimsch (1868–1917)
- Gotthardt Kuehl (1850–1915)
- Carl Lambrecht (1878–1941)
- Christian Landenberger (1862–1927)
- Max Liebermann (1847–1935)
- Richard Mund (1885–1968)
- Ernst Oppler (1867–1929)
- Richard Pietzsch (1872–1960)
- Hermann Pleuer (1863–1911)
- Leo Putz (1869–1940)
- Otto Reiniger (1863–1909)
- Christian Rohlfs (1849–1938)
- Johannes Rudolphi (1877–1950)
- Fritz Schider (1846–1907)
- Franz Skarbina (1849–1910)
- Maria Slavona (1865–1931)
- Max Slevogt (1868–1932)
- Erwin Starker (1872–1938)
- Robert Starlin (1867–1936)
- Robert Sterl (1867–1932)
- Wilhelm Trübner (1851–1917)
- Paul Wilhelm Tübbecke (1848–1924)
- Lesser Ury (1861–1931)
- Albert Weisgerber (1878–1915)
- Fritz-Jürgen Wilthagen (1876–1956)
- Arno Zirpel (1886–1962)
- Heinrich von Zügel (1850–1941)

### Italia
- Giuseppe Abbati (1836–1868)
- Odoardo Borrani (1833–1905)
- Guglielmo Ciardi (1842–1917)
- Giovanni Fattori (1825–1908)
- Pietro Fragiacomo (1856–1922)
- Eugenio Gignous (1850–1906)
- Silvestro Lega (1826–1895)
- Giuseppe de Nittis (1846–1884)
- Andrea Pavanello (1842–1906)
- Daniele Ranzoni (1843–1889)
- Raffaello Sernesi (1838–1866)
- Telemaco Signorini (1835–1901)

### Marea Britanie
- George Clausen (1852–1944)
- Emmeline Deane (1858–1944)
- Wynford Dewhurst (1864–1941)
- Augustus Edwin John (1878–1961)
- Henry Herbert La Thangue (1859–1929)
- John Lavery (1856–1941)
- William Orpen (1878–1931)
- William MacTaggart (1835–1910)
- Philip Wilson Steer (1860–1942)
- James Abbott McNeill Whistler (1834–1903)

### Norvegia
- Gunnar Berg (1863–1893)
- Thorolf Holmboe (1866–1935)
- Ludvik Peter Karsten (1876–1926)
- Elke Christie Kielland
- Christian Krohg (1852–1925)
- Kalle Løchen (1865–1893)
- Henrik Lund (1879–1935)
- Georg Anton Rasmussen (1842–1914)
- Otto Sinding (1842–1909)
- Frits Thaulow (1847–1906)
- Erik Werenskiold (1855–1938)

### Polonia
- Aleksander Gierymski (1850–1901)
- Władysław Podkowiński (1866–1895)

### Portugalia
- Amadeo de Souza-Cardoso ‎ (1887 – 1918)

### România
- Ion Andreescu (1850 – 1882)
- Nicolae Dărăscu (1883 – 1959)
- Nicolae Grigorescu (1838 – 1907)
- Ștefan Luchian (1868 – 1916)
- Gheorghe Petrașcu (1872 – 1949)
- Alexandru Poitevin-Scheletti (1879 – 1959)

### Rusia
- Lew Samoilowitsch Bakst (1866–1924)
- Alexander Nikolajewitsch Benua (1870–1960)
- Konstantin Iwanowitsch Gorbatoff (1876–1945)
- Igor Emmanuilowitsch Grabar (1871–1960)
- Konstantin Alexejewitsch Korowin (1861–1939)
- Isaak Iljitsch Lewitan (1860–1900)
- Wladimir Jegorowitsch Makowski (1846–1920)
- Wassili Grigorjewitsch Perow (1834–1882)
- Wassili Dmitrijewitsch Polenow (1844–1927)
- Illarion Michailowitsch Prjanischnikow (1840–1894)
- Walentin Alexandrowitsch Serow (1865–1911)
- Konstantin Andrejewitsch Somow (1869–1939)
- Wassili Wassiljewitsch Wereschtschagin (1842–1904)
- Sergei Arsenjewitsch Winogradow (1869–1938)

### Slovenia
- Ivan Grohar (1867–1911)
- Ivana Kobilca (1861–1926)
- Jožef Petkovšek (1861–1898)
- Jurij Šubic (1855–1890)

### Spania
- Aureliano de Beruete (1845–1912)
- Francisco Domingo (1842–1920)
- Marià Fortuny (1838–1874)
- Francisco Gimeno Arasa (1858–1927)
- Carlos de Haes (1826–1898)
- Joaquim Mir (1873–1940)
- Ignacio Pinazo (1849–1916)
- Dario de Regoyos Valdes (1857–1913)
- Martín Rico y Ortega (1833–1908)
- Joaquín Sorolla (1863–1923)

### Statele Unite ale Americii
- Dennis Miller Bunker (1861–1890)
- Mary Cassatt (1844–1926)
- Frederick Carl Frieseke (1874–1939)
- William Merritt Chase (1849–1916)
- Childe Hassam (1859–1935)
- Willard Leroy Metcalf (1858–1925)
- Edward Henry Potthast (1857–1927)
- Theodore Robinson (1852–1896)
- John Singer Sargent (1856–1925)
- John Henry Twachtman (1853–1902)
- Julian Alden Weir (1852–1919)

### Suedia
- Carl Fredrik Hill (1849–1911)
- Nils Edvard Kreuger (1858–1930)
- Karl Fredrik Nordström (1855–1923)
- Prinz Eugen Napoleon von Schweden (1865–1947)
- Anders Zorn (1860–1920)

### Țările de Jos
- Lizzy Ansingh (1875–1959)
- Louis Victor Antonio Artan de Saint-Martin (1837–1890)
- Albertus Gerardus Bilders (1838–1865)
- Jo Bauer-Stumpff (1873–1964)
- Ans van den Berg (1873–1942)
- Suze Robertson (1855–1922)
- Nelly Bodenheim (1874–1951)
- George Hendrik Breitner (1857–1923)
- Paul Joseph Constantin Gabriël (1828–1903)
- Vincent van Gogh (1853–1890)
- Dirk Johannes van Haaren (1878–1953)
- Jozef Israëls (1824–1911)
- Isaac Israëls (1865–1934)
- Jacob Hendricus Maris (1837–1899)
- Matthijs Maris (1839–1917)
- Willem Maris (1844–1910)
- Anton Mauve (1838–1888)
- Hendrik Willem Mesdag (1831–1915)
- Piet Mondrian (1872–1944)
- Johannes Albert Neuhuys (1844–1914)
- Marie van Regteren Altena (1868–1958)
- Willem Roelofs (1822–1897)
- Jacoba Surie (1879–1970)
- Willem Bastiaan Tholen (1860–1931)
- Jan Toorop (1858–1928)
- Johan Hendrik Weissenbruch (1824–1903)
- Betsy Westendorp-Osieck (1880–1968)
- Jan Hillebrand Wijsmuller (1855–1925)
- Willem Witsen (1860–1923)
- Willem de Zwart (1862–1931)

### Ungaria
- Mihály Munkácsy (1844–1900)
- László Paál (1846–1879)
- Géza Mészöly (1844–1887)
- Pál Szinyei Merse (1845–1920)
- Károly Ferenczy (1862–1917)
- József Rippl-Rónai (1861–1927)